# Distrito de Le Vigan
El distrito de Le Vigan es un distrito (en francés arrondissement) de Francia, que se localiza en el departamento de Gard, de la región de Languedoc-Rosellón (en francés Languedoc-Roussillon). Cuenta con 10 cantones y 75 comunas.

## División territorial

### Cantones
Los cantones del distrito de Le Vigan son:
1. Cantón de Alzon
2. Cantón de Lasalle
3. Cantón de Quissac
4. Cantón de Saint-André-de-Valborgne
5. Cantón de Saint-Hippolyte-du-Fort
6. Cantón de Sauve
7. Cantón de Sumène
8. Cantón de Trèves
9. Cantón de Valleraugue
10. Cantón de Le Vigan

### Comunas
| 1. Alzon (30009)                      | 2. Arphy (30015)                         | 3. Arre (30016)                     | 4. Arrigas (30017)                              |
| 5. Aulas (30024)                      | 6. Aumessas (30025)                      | 7. Avèze (30026)                    | 8. Bez-et-Esparon (30038)                       |
| 9. Blandas (30040)                    | 10. Bragassargues (30050)                | 11. Brouzet-lès-Quissac (30054)     | 12. Bréau-et-Salagosse (30052)                  |
| 13. La Cadière-et-Cambo (30058)       | 14. Campestre-et-Luc (30064)             | 15. Canaules-et-Argentières (30065) | 16. Cannes-et-Clairan (30066)                   |
| 17. Carnas (30069)                    | 18. Causse-Bégon (30074)                 | 19. Colognac (30087)                | 20. Conqueyrac (30093)                          |
| 21. Corconne (30095)                  | 22. Cros (30099)                         | 23. Dourbies (30105)                | 24. Durfort-et-Saint-Martin-de-Sossenac (30106) |
| 25. L'Estréchure (30108)              | 26. Fressac (30119)                      | 27. Gailhan (30121)                 | 28. Lanuéjols (30139)                           |
| 29. Lasalle (30140)                   | 30. Liouc (30148)                        | 31. Logrian-Florian (30150)         | 32. Mandagout (30154)                           |
| 33. Mars (30157)                      | 34. Molières-Cavaillac (30170)           | 35. Monoblet (30172)                | 36. Montdardier (30176)                         |
| 37. Notre-Dame-de-la-Rouvière (30190) | 38. Orthoux-Sérignac-Quilhan (30192)     | 39. Peyrolles (30195)               | 40. Les Plantiers (30198)                       |
| 41. Pommiers (30199)                  | 42. Pompignan (30200)                    | 43. Puechredon (30208)              | 44. Quissac (30210)                             |
| 45. Revens (30213)                    | 46. Rogues (30219)                       | 47. Roquedur (30220)                | 48. Saint-André-de-Majencoules (30229)          |
| 49. Saint-André-de-Valborgne (30231)  | 50. Saint-Bonnet-de-Salendrinque (30236) | 51. Saint-Bresson (30238)           | 52. Saint-Félix-de-Pallières (30252)            |
| 53. Saint-Hippolyte-du-Fort (30263)   | 54. Saint-Jean-de-Crieulon (30265)       | 55. Saint-Julien-de-la-Nef (30272)  | 56. Saint-Laurent-le-Minier (30280)             |
| 57. Saint-Martial (30283)             | 58. Saint-Nazaire-des-Gardies (30289)    | 59. Saint-Roman-de-Codières (30296) | 60. Saint-Sauveur-Camprieu (30297)              |
| 61. Saint-Théodorit (30300)           | 62. Sainte-Croix-de-Caderle (30246)      | 63. Sardan (30309)                  | 64. Saumane (30310)                             |
| 65. Sauve (30311)                     | 66. Savignargues (30314)                 | 67. Soudorgues (30322)              | 68. Sumène (30325)                              |
| 69. Thoiras (30329)                   | 70. Trèves (30332)                       | 71. Vabres (30335)                  | 72. Valleraugue (30339)                         |
| 73. Vic-le-Fesq (30349)               | 74. Le Vigan (30350)                     | 75. Vissec (30353)                  |                                                 |